# 4920 Gromov
4920 Gromov è un asteroide della fascia principale. Scoperto nel 1978, presenta un'orbita caratterizzata da un semiasse maggiore pari a 2,6867838 UA e da un'eccentricità di 0,0883771, inclinata di 2,42077° rispetto all'eclittica.